# Studienkonto
Studienkonten sind eine Sonderform von Studiengebühren. Das Grundkonzept der Studienkonten ist die Idee, dass ein gebührenfreies Studium jedem Studierfähigen zur Verfügung stehen soll, der Staat oder die Gemeinschaft aber nur begrenzte Ressourcen für Bildung zur Verfügung stellen kann. Mit den Studienkonten sollen jeder und jedem Studierenden hinreichend Bildungsressourcen zugewiesen werden. Wer mehr Ressourcen verbraucht als veranschlagt, muss diese selbst finanzieren.

## Hintergrund
Studienkonten sind eine besondere Form von Bildungsgutscheinen, wie sie in der Bildungsökonomie schon lange diskutiert werden. Milton Friedman erwähnte bereits 1955 in einem Artikel Bildungsgutscheine. Die FDP beispielsweise forderte im Bundestagswahlprogramm 2002 Bildungsgutscheine für Kindergärten. Mit der Veränderung des Sozialgesetzbuches III durch die Hartz-Gesetzgebung werden Bildungsgutscheine in der Weiterbildung für Arbeitslose eingesetzt.

## Umsetzung der Studienkonten
Die Studienkonten wurden von der SPD unter Federführung des rheinland-pfälzischen Bildungsministers Jürgen Zöllner entwickelt und in den Ländern Nordrhein-Westfalen und Rheinland-Pfalz eingeführt, in Nordrhein-Westfalen allerdings durch die Einführung allgemeiner Studiengebühren zum Sommersemester 2007 wieder abgeschafft. In Rheinland-Pfalz wurden die Studienkonten zum Sommersemester 2012 abgeschafft, da keine gesonderten Langzeitstudiengebühren mehr erhoben werden. 
Grundgedanke der Studienkonten: Der Grad der Nutzung der Hochschule beeinflusst die Abbuchung vom Studienkonto. Wer viele Veranstaltungen besucht, dessen Studienkonto wird stärker belastet als das von jemandem, der nur Teilzeitstudent ist. In Rheinland-Pfalz ist dazu die sogenannte ‚Leistungsabbuchung‘ für Studienanfängerinnen und Studienanfänger in Bachelor- und Masterstudiengängen eingeführt worden, bei der sich die Studienabbuchung am individuellen Studienverlauf orientiert. Für die verbleibenden Diplom- und Magisterstudiengängen bleibt es, um hohen Verwaltungsaufwand zu vermeiden, bei einer ‚Regelabbuchung‘, bei der pro Semester eine Abbuchung in gleicher Höhe vorgenommen wird. Vorteil des Studienkontenmodells ist, dass das Erststudium gebührenfrei bleibt und bei einem zügigen Erststudium das verbleibende Restguthaben für ein späteres Weiterbildungs- oder postgraduales Studium genutzt werden kann.

## Kritik
Gerade von Seiten der Studenten, vertreten beispielsweise durch das Aktionsbündnis gegen Studiengebühren, werden Studienkonten kritisiert. Die Kritik umfasst im Wesentlichen dieselben Punkte, die auch gegen Studiengebühren und gegen Bildungsgutscheine im Allgemeinen vorgetragen werden.
Zusätzlich wird an der aktuellen Umsetzung besonders kritisiert, dass die Studienkonten durch die Regelabbuchung zu auch in anderen Bundesländern üblichen Langzeitstudiengebühren werden. Dadurch würden vor allem die finanziell schwachen Studenten belastet, da diese oftmals nebenher zur Finanzierung ihres Lebensunterhalts jobben müssen, wodurch sich wiederum das Studium verlängert. Ausgerechnet diese müssten nun auch noch Gebühren bezahlen, während wohlhabendere Studenten von zusätzlichen Kosten verschont bleiben.
Ein weiterer Kritikpunkt, der besonders für die aktuelle Umsetzung zutrifft, weist darauf hin, dass auch ein Student, der für sein Studium länger braucht, nicht mehr Ressourcen der Hochschule benötigt. Ob man die vorgeschriebenen Vorlesungen und Prüfungen in neun, fünfzehn oder zwanzig Semestern ablegt, ändert nichts an der Menge, sondern lediglich an der zeitlichen Verteilung der Ressourcen, so die Kritiker.